# Joseph Bruyère
Joseph Bruyère (Maastricht, 5 de octubre de 1948) es un ciclista belga ya retirado.

## Biografía
Professional de 1970 a 1980, ha ganado dos veces la Lieja-Bastoña-Lieja y una etapa del Tour de Francia 1972. 
Es un especialista de la clásica Het Volk, la cual gana en 1974, 1975 y 1980 y de Lieja-Bastoña-Lieja ganándola en 1976 y 1978.
Ha participado en seis Tour de Francia consiguiendo una victoria de etapa en 1972 en la 19.ª etapa disputada entre Auxerre y Versalles. Llevó durante tres días el maillot amarillo en 1974 y en 1978 durante ocho días.

## Palmarés
| 1972 - 1 etapa del Tour de Francia 1974 - Het Volk - 1 etapa de la París-Niza 1975 - Het Volk - Tour del Mediterráneo - 1 etapa de la Semana Catalana de Ciclismo | 1976 - Lieja-Bastogne-Lieja - Druivenkoers Overijse - 1 etapa del Giro de Italia - 1 etapa del Tour de Romandía 1977 - 1 etapa de la Semana Catalana de Ciclismo - 2.º en el Campeonato de Bélgica de Ciclismo en Ruta 1978 - Lieja-Bastogne-Lieja - Tour de Condroz 1980 - Het Volk |

## Resultados

### Grandes Vueltas
| Carrera         | 1970 | 1971 | 1972 | 1973 | 1974 | 1975 | 1976 | 1977 | 1978 | 1979 | 1980 |
| --------------- | ---- | ---- | ---- | ---- | ---- | ---- | ---- | ---- | ---- | ---- | ---- |
| Giro de Italia  | -    | -    | 21.º | 53.º | 52.º | -    | 76.º | -    | -    | -    | -    |
| Tour de Francia | 50.º | 60.º | 26.º | -    | 21.º | -    | -    | Ab.  | 4º   | -    | -    |
| Vuelta a España | -    | -    | -    | 30.º | -    | -    | -    | -    | -    | -    | -    |

### Clásicas, Campeonatos y JJ. OO.
| Carrera               | Carrera               | 1970 | 1971 | 1972 | 1973 | 1974 | 1975 | 1976 | 1977 | 1978 | 1979 | 1980 |
| --------------------- | --------------------- | ---- | ---- | ---- | ---- | ---- | ---- | ---- | ---- | ---- | ---- | ---- |
| Omloop Het Nieuwsblad | Omloop Het Nieuwsblad | —    | 4.º  | 21.º | —    | 1.º  | 1.º  | —    | —    | —    | —    | 1.º  |
|                       | Milan San Remo        | 91.º | 5.º  | —    | —    | 26.º | 5.º  | —    | —    | —    | —    | —    |
| E3 Harelbeke          | E3 Harelbeke          | —    | —    | —    | —    | —    | —    | 18.º | —    | —    | —    | —    |
| Gante-Wevelgem        | Gante-Wevelgem        | —    | 39.º | —    | 19.º | —    | —    | 35.º | —    | —    | —    | —    |
|                       | Tour de Flandes       | —    | 74.º | —    | —    | —    | —    | —    | —    | —    | —    | —    |
|                       | París-Roubaix         | —    | 15.º | —    | —    | —    | —    | —    | —    | —    | —    | —    |
| Flecha Brabanzona     | Flecha Brabanzona     | 10.º | —    | —    | 15.º | —    | 5.º  | —    | —    | 22.º | —    | —    |
| Amstel Gold Race      | Amstel Gold Race      | —    | 12.º | —    | —    | —    | 3.º  | —    | 14.º | —    | —    | —    |
| Flecha Valona         | Flecha Valona         | 33.º | —    | —    | 17.º | 26.º | —    | —    | —    | 10.º | —    | —    |
|                       | Lieja-Bastoña-Lieja   | 19.º | 7.º  | —    | 18.º | —    | —    | 1.º  | 10.º | 1.º  | —    | —    |
| Campeonato de Zúrich  | Campeonato de Zúrich  | 8.º  | —    | —    | —    | —    | —    | —    | —    | —    | 73.º | —    |
| París-Tours           | París-Tours           | —    | —    | —    | 18.º | —    | 12.º | 81.º | —    | —    | —    | —    |
| Mundial en Ruta       | Mundial en Ruta       | Ab.  | —    | —    | Ab.  | Ab.  | Ab.  | 30.º | Ab.  | Ab.  | —    | —    |
| Bélgica en Ruta       | Bélgica en Ruta       | —    | —    | —    | —    | —    | —    | —    | 2.º  | —    | —    | —    |